# Lijst van Nederlandse rozetruidragers Ronde van Italië
Dit is een overzicht van Nederlandse wielrenners die op enig moment de rozetruidrager  is geweest als algemeenklassementsleider in de Ronde van Italië. Ook de dragers van de paarse trui (puntenklassement), blauwe trui (bergklassement) en witte trui (jongerenklassement) worden hier weergegeven.
Tom Dumoulin is Nederlands recordhouder roze truien met 17 stuks en tevens de enige Nederlandse eindwinnaar. Johan van der Velde heeft met 43 puntentruien de meeste leiderstruien.

## Algemeen Klassement
De leider in het algemeen klassement van de Giro d'Italia (eerste editie in 1909) draagt sinds 1931 onafgebroken een roze trui. Wim van Est had in 1953 de Nederlandse primeur. In 2017 won Tom Dumoulin als eerste Nederlandse man de Giro en werd hij na Erik Breukink (3e in 1987 en 2e in 1988) de tweede Nederlander die op het eindpodium eindigde.

### Rozetruidragers
N.B. vet jaartal geeft eindzege weer
|    | Renner               | Jaren            |
| -- | -------------------- | ---------------- |
| 17 | Tom Dumoulin         | 2016, 2017, 2018 |
| 08 | Erik Breukink        | 1987, 1989       |
| 05 | Steven Kruijswijk    | 2016             |
| 04 | Pieter Weening       | 2011             |
| 03 | Mathieu van der Poel | 2022             |
| 02 | Jean-Paul van Poppel | 1986, 1989       |
| 02 | Jeroen Blijlevens    | 1999             |
| 02 | Wilco Kelderman      | 2020             |
| 01 | Wim van Est          | 1953             |
| 01 | Gerrit Voorting      | 1954             |
| 45 | 10 renners           | 12 edities       |

### Per editie
| Jaar | Renner               |    | Gepakt na (overgenomen van)    | Kwijtgeraakt na (kwijtgeraakt aan) |
| ---- | -------------------- | -- | ------------------------------ | ---------------------------------- |
| 1953 | Wim van Est          | 1  | 1e etappe (eerste drager)      | 2e etappe ( Guido De Santi)        |
| 1954 | Gerrit Voorting      | 1  | 5e etappe ( Giuseppe Minardi)  | 6e etappe ( Carlo Clerici)         |
| 1986 | Jean-Paul van Poppel | 1  | 2e etappe ( Sergio Santimaria) | 3e etappe ( Giuseppe Saronni)      |
| 1987 | Erik Breukink        | 3  | etappe 1a ( Roberto Visentini) | 3e etappe ( Stephen Roche)         |
| 1989 | Jean-Paul van Poppel | 1  | 1e etappe (eerste drager)      | 2e etappe ( Acacio da Silva)       |
| 1989 | Erik Breukink        | 5  | 8e etappe ( Silvano Contini)   | 9e etappe ( Acacio da Silva)       |
| 1989 | Erik Breukink        | 5  | 10e etappe ( Acacio da Silva)  | 14e etappe ( Laurent Fignon)       |
| 1999 | Jeroen Blijlevens    | 2  | 3e etappe ( Mario Cipollini)   | 5e etappe ( Laurent Jalabert)      |
| 2011 | Pieter Weening       | 4  | 5e etappe ( David Millar)      | 9e etappe ( Kanstantsin Sivtsov)   |
| 2016 | Tom Dumoulin         | 6  | 1e etappe (eerste drager)      | 3e etappe ( Marcel Kittel)         |
| 2016 | Tom Dumoulin         | 6  | 4e etappe ( Marcel Kittel)     | 8e etappe ( Gianluca Brambilla)    |
| 2016 | Steven Kruijswijk    | 5  | 14e etappe ( Andrey Amador)    | 19e etappe ( Esteban Chaves)       |
| 2017 | Tom Dumoulin         | 10 | 10e etappe ( Nairo Quintana)   | 19e etappe ( Nairo Quintana)       |
| 2017 | Tom Dumoulin         | 10 | 21e etappe ( Nairo Quintana)   | Eindwinnaar na 21e etappe          |
| 2018 | Tom Dumoulin         | 1  | 1e etappe (eerste drager)      | 2e etappe ( Rohan Dennis)          |
| 2020 | Wilco Kelderman      | 2  | 18e etappe ( João Almeida)     | 20e etappe ( Jai Hindley)          |
| 2022 | Mathieu van der Poel | 3  | 1e etappe (eerste drager)      | 4e etappe Juan Pedro López         |

## Nevenklassementen
De Giro heeft drie ter zake doende nevenklassementen, te weten het bergklassement (sinds 1933), het puntenklassement (sinds 1966) en het jongerenklassement (sinds 1976, m.u.v. 1995 tot en met 2006). Sinds 1970 draagt de leider in het puntenklassement een paarse trui, m.u.v. de jaren 2010 tot en met 2016, toen de trui rood was. 
In 1984 was Johan van der Velde de eerste drager van de paarse trui, Tom Dumoulin was in 2016 de enige Nederlandse rodetruidrager ooit. De eerste Nederlandse drager van de bergtrui was Erik Breukink in 1987. De bergtrui was van 1974 tot 2012 groen, en is sindsdien blauw; de eerste Nederlandse blauwe truidrager was in 2014 Maarten Tjallingii. De jongerentrui is sinds 1984 wit en Jean-Paul van Poppel was in 1986 de eerste Nederlander die erin rondreed. Johan van der Velde was tot 2022 de enige Nederlander die ooit een nevenklassement heeft gewonnen - hij won het puntenklassement driemaal (1985, 1987 en 1988). In 2022 won Koen Bouwman het bergklassement.

### Puntenklassement
N.B. vet jaartal geeft eindzege weer
|    | Renner               | Jaren                        |
| -- | -------------------- | ---------------------------- |
| 43 | Johan van der Velde  | 1984, 1985, 1986, 1987, 1988 |
| 05 | Jean-Paul van Poppel | 1986, 1989                   |
| 04 | Erik Breukink        | 1987                         |
| 04 | Mathieu van der Poel | 2022                         |
| 02 | Tom Dumoulin         | 2016, 2018                   |
| 58 | 5 renners            | 9 edities                    |

### Bergklassement
|    | Renner               | Jaren      |
| -- | -------------------- | ---------- |
| 11 | Karsten Kroon        | 2000       |
| 09 | Koen Bouwman         | 2022       |
| 05 | Maarten Tjallingii   | 2014, 2016 |
| 03 | Steven Kruijswijk    | 2015       |
| 02 | Erik Breukink        | 1987       |
| 02 | Thorwald Veneberg    | 2005       |
| 02 | Tom Dumoulin         | 2017       |
| 02 | Mathieu van der Poel | 2022       |
| 01 | Bert-Jan Lindeman    | 2015       |
| 37 | 9 renners            | 8 edities  |

### Jongerenklassement
|    | Renner               | Jaren     |
| -- | -------------------- | --------- |
| 04 | Steven Kruijswijk    | 2011      |
| 02 | Wilco Kelderman      | 2013      |
| 01 | Jean-Paul van Poppel | 1986      |
| 7  | 3 renners            | 3 edities |

### Lijst van leiderstruidragers van nevenklassementen
| Jaar | Renner               |                          |                                  |                             | Gepakt na (overgenomen van)       | Kwijtgeraakt na (kwijtgeraakt aan) |
| ---- | -------------------- | ------------------------ | -------------------------------- | --------------------------- | --------------------------------- | ---------------------------------- |
| 1984 | Johan van der Velde  | 1                        |                                  |                             | 21e etappe ( Urs Freuler)         | 22e etappe ( Urs Freuler)          |
| 1985 | Johan van der Velde  | 18                       |                                  |                             | 4e etappe ( Giuseppe Saronni)     | 6e etappe ( Urs Freuler)           |
| 1985 | Johan van der Velde  | 18                       | 7e etappe ( Urs Freuler)         | 13e etappe ( Urs Freuler)   |                                   |                                    |
| 1985 | Johan van der Velde  | 18                       | 14e etappe ( Urs Freuler)        | Eindwinnaar na 22e etappe   |                                   |                                    |
| 1986 | Jean-Paul van Poppel | 4                        |                                  |                             | 2e etappe ( Urs Freuler)          | 4e etappe ( Johan van der Velde)   |
| 1986 | Jean-Paul van Poppel | 4                        | 6e etappe ( Johan van der Velde) | 8e etappe ( Stefano Colagé) |                                   |                                    |
| 1986 | Jean-Paul van Poppel |                          |                                  | 1                           | 2e etappe ( Stefano Allocchio)    | 3e etappe ( Flavio Giupponi)       |
| 1986 | Johan van der Velde  | 2                        |                                  |                             | 4e etappe ( Jean-Paul van Poppel) | 6e etappe ( Jean-Paul van Poppel)  |
| 1987 | Erik Breukink        | 4                        |                                  |                             | etappe 1a (eerste drager)         | 4e etappe ( Stephen Roche)         |
| 1987 | Erik Breukink        |                          | 2                                |                             | etappe 1a (eerste drager)         | 2e etappe ( Robert Millar)         |
| 1987 | Johan van der Velde  | 6                        |                                  |                             | 17e etappe ( Paolo Rosola)        | Eindwinnaar na 22e etappe          |
| 1988 | Johan van der Velde  | 16                       |                                  |                             | 7e etappe ( Guido Bontempi)       | Eindwinnaar na etappe 21b          |
| 1989 | Jean-Paul van Poppel | 1                        |                                  |                             | 1e etappe (eerste drager)         | 2e etappe ( Acacio da Silva)       |
| 2000 | Karsten Kroon        |                          | 11                               |                             | 2e etappe ( Alessandro Petacchi)  | 13e etappe ( Francesco Casagrande) |
| 2005 | Thorwald Veneberg    |                          | 2                                |                             | 1e etappe (eerste drager)         | 3e etappe ( Dario Cioni)           |
| 2011 | Steven Kruijswijk    |                          |                                  | 4                           | 5e etappe ( Jan Bakelants)        | 9e etappe ( Roman Kreuziger)       |
| 2013 | Wilco Kelderman      |                          |                                  | 2                           | 8e etappe ( Rafal Majka)          | 10e etappe ( Rafal Majka)          |
| 2014 | Maarten Tjallingii   |                          | 4                                |                             | 2e etappe (eerste drager)         | 6e etappe ( Michael Matthews)      |
| 2015 | Bert-Jan Lindeman    |                          | 1                                |                             | 2e etappe (eerste drager)         | 3e etappe ( Pavel Kotsjetkov)      |
| 2015 | Steven Kruijswijk    |                          | 3                                |                             | 16e etappe ( Beñat Intxausti)     | 19e etappe ( Giovanni Visconti)    |
| 2016 | Tom Dumoulin         | 1                        |                                  |                             | 1e etappe (eerste drager)         | 2e etappe ( Marcel Kittel)         |
| 2016 | Maarten Tjallingii   |                          | 1                                |                             | 3e etappe ( Omar Fraile)          | 4e etappe ( Damiano Cunego)        |
| 2017 | Tom Dumoulin         |                          | 2                                |                             | 14e etappe ( Omar Fraile)         | 16e etappe ( Mikel Landa)          |
| 2018 | Tom Dumoulin         | 1                        |                                  |                             | 1e etappe (eerste drager)         | 2e etappe ( Elia Viviani)          |
| 2022 | Mathieu van der Poel | 4                        |                                  |                             | 1e etappe (eerste drager)         | 5e etappe ( Arnaud Démare)         |
| 2022 | Mathieu van der Poel |                          | 2                                |                             | 1e etappe (eerste drager)         | 3e etappe ( Rick Zabel)            |
| 2022 | Koen Bouwman         |                          | 9                                |                             | 7e etappe ( Lennard Kämna)        | 9e etappe ( Diego Rosa)            |
| 2022 | Koen Bouwman         | 14e etappe ( Diego Rosa) | 9                                | Eindwinnaar na 21e etappe   |                                   |                                    |

## Samengevoegde ranglijst leiderstruien
| #   | Renner               |     |    |    |    | Jaren                        |
| --- | -------------------- | --- | -- | -- | -- | ---------------------------- |
| 43  | Johan van der Velde  |     | 43 |    |    | 1984, 1985, 1986, 1987, 1988 |
| 21  | Tom Dumoulin         | 017 | 02 | 02 |    | 2016, 2017, 2018             |
| 14  | Erik Breukink        | 08  | 04 | 02 |    | 1987, 1989                   |
| 12  | Steven Kruijswijk    | 05  |    | 03 | 04 | 2011, 2015, 2016             |
| 11  | Karsten Kroon        |     |    | 11 |    | 2000                         |
| 09  | Mathieu van der Poel | 03  | 04 | 02 |    | 2022                         |
| 09  | Koen Bouwman         |     |    | 09 |    | 2022                         |
| 08  | Jean-Paul van Poppel | 02  | 05 |    | 01 | 1986, 1989                   |
| 05  | Maarten Tjallingii   |     |    | 05 |    | 2014, 2016                   |
| 04  | Pieter Weening       | 04  |    |    |    | 2011                         |
| 04  | Wilco Kelderman      | 02  |    |    | 02 | 2013, 2020                   |
| 02  | Jeroen Blijlevens    | 02  |    |    |    | 1999                         |
| 02  | Thorwald Veneberg    |     |    | 02 |    | 2005                         |
| 01  | Wim van Est          | 01  |    |    |    | 1953                         |
| 01  | Gerrit Voorting      | 01  |    |    |    | 1954                         |
| 01  | Bert-Jan Lindeman    |     |    | 01 |    | 2015                         |
| 147 | 15 renners           | 45  | 58 | 37 | 7  | 20 edities                   |

## Trivia
- Record aantal achtereenvolgende jaren een roze trui: 3 (2016-2018)
- Record aantal roze truien in één Giro: 11 (Tom Dumoulin en Steven Kruijswijk in 2016)
- Record aantal roze truien per persoon in één Giro: 10 (Tom Dumoulin in 2017)
- Record aantal achtereenvolgende jaren een leiderstrui: 6 (1984-1989 & 2013-2018)
- Record aantal leiderstruien in één Giro: 18 (Johan van der Velde met 18 puntentruien in 1985) en (Mathieu van der Poel 3 roze truien, 4 punten truien en 2 bergtruien en Koen Bouwman 9 bergtruien in 2022)
- Record aantal leiderstruien per persoon in één Giro: 18 (Johan van der Velde met 18 puntentruien in 1985)
- Record aantal puntentruien in één Giro: 18 (Johan van der Velde in 1985)
- Record aantal bergtruien in één Giro: 11 (Karsten Kroon in 2000)
- Record aantal jongerentruien in één Giro: 4 (Steven Kruijswijk in 2011)